# Circa (festival)
Pour les articles homonymes, voir Circa (homonymie).

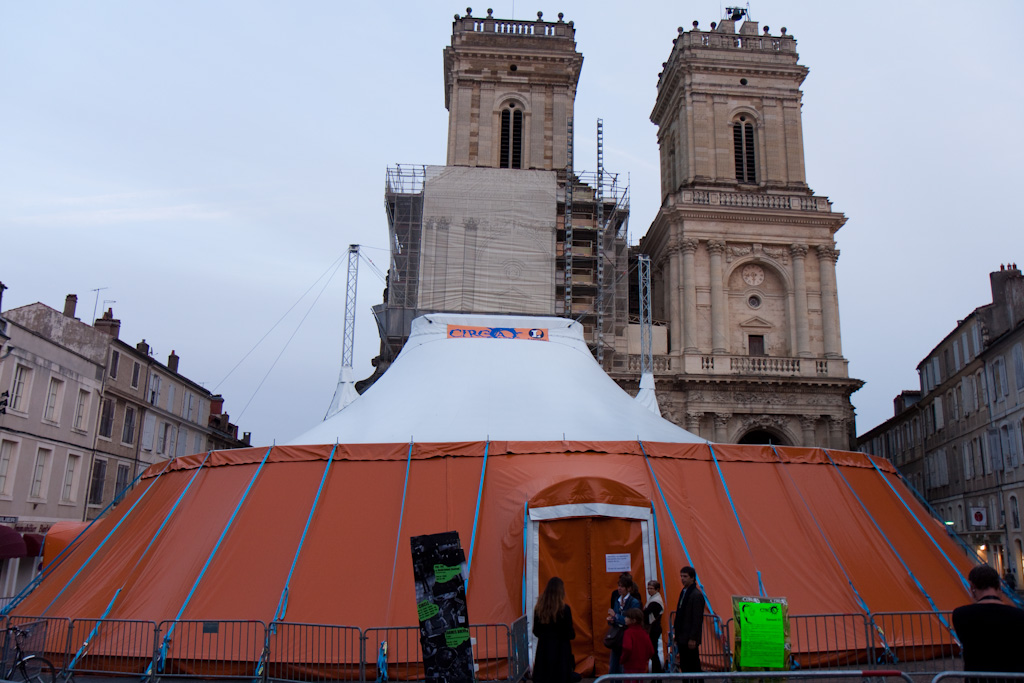
L'un des chapiteaux du festival Circa à Auch en 2009.

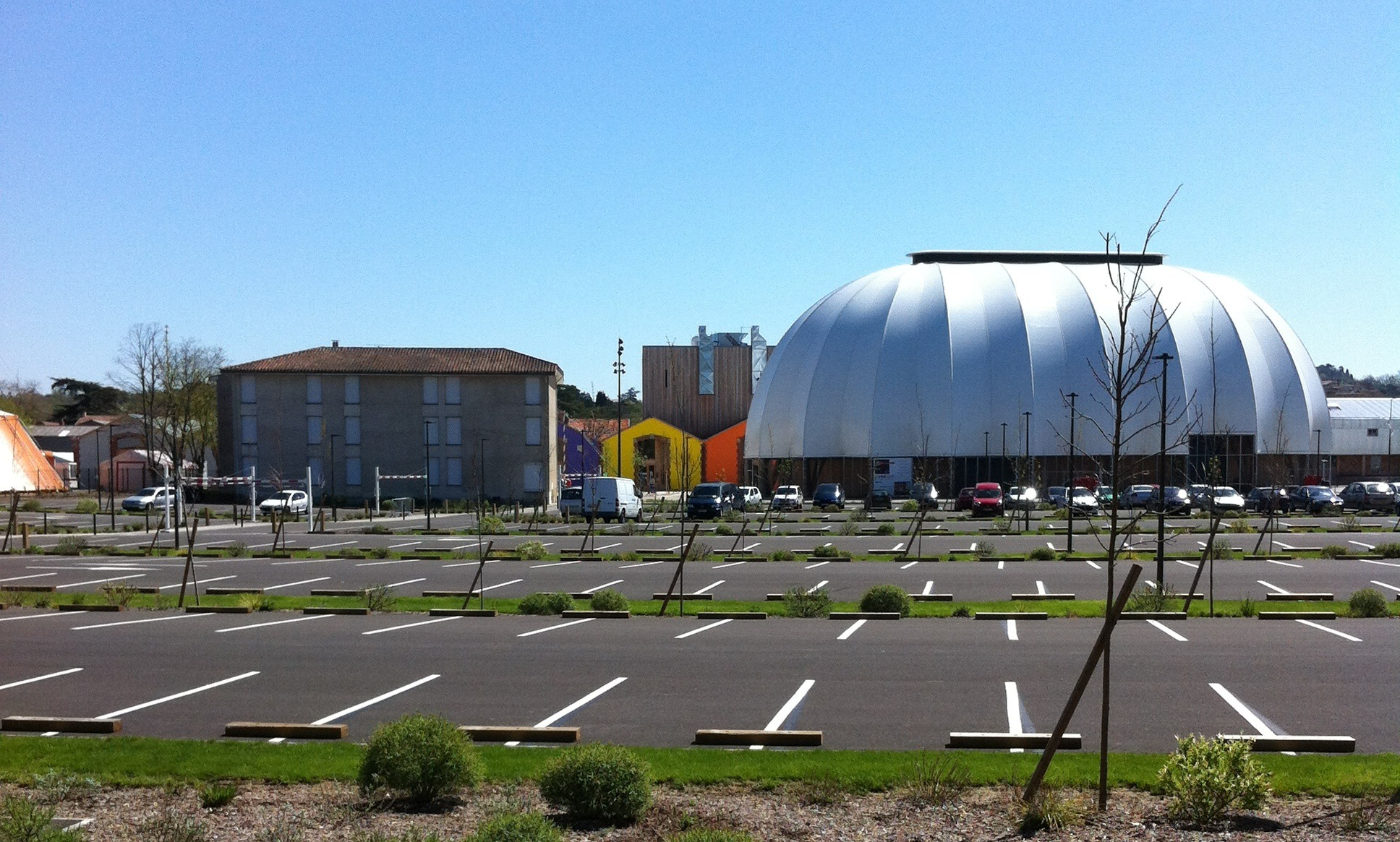
Le CIRC et le Dôme de Gascogne en 2013 à Auch.

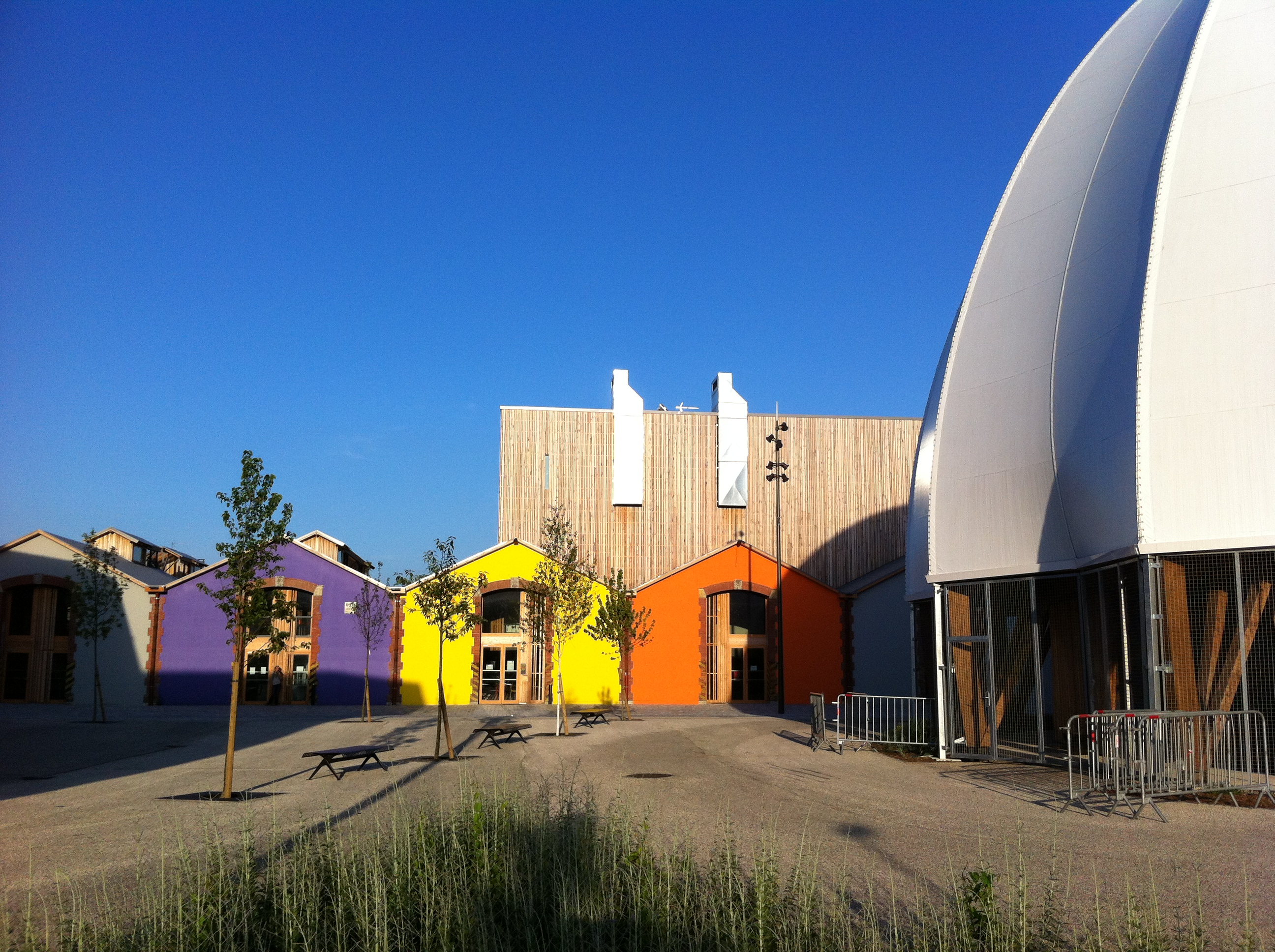
Autre vue.

CIRCa festival du Cirque Actuel se déroule sur 10 jours pendant les vacances de la Toussaint à Auch depuis 1987 et accueille de 20 à 30 000 personnes chaque année. Le festival est organisé depuis 2001 par le Pôle national des arts du cirque "CIRCa" anciennement dénommé CIRCUITS.
Au-delà des nombreux spectacles, CIRCa est l'occasion de rencontres entre écoles de cirque et professionnels.

## Historique
L'idée naît en 1986 alors que la Jeune Chambre Économique d'Auch cherche à mettre en œuvre un projet à la fois innovant, social, économique et culturel grâce à la venue d'Achille Zavatta, qui établit la remise d'hiver de son cirque à Auch cette année-là.
Le premier festival CIRCA (Concours International du Rayonnement du Cirque d’Avenir) a lieu en 1987.
L'année suivante l'association Circa est créée. Soutenue par la mairie d'Auch et le Ministère de la Culture, elle prend rapidement de l'importance.
En 1990, le festival devient national, avec la venue d'écoles des quatre coins de la France.
En 1997, le festival est reconnu au niveau international comme un lieu de rencontre entre écoles, artistes et professionnels.
En 2001, la saison culturelle de la ville d'Auch et l'association Circa fusionnent sous le nom de CIRCUITS, qui devient la première association subventionnée pour les arts du cirque en France.
Entre 1987 et 2002, le festival se tient sur un terrain vague du nom d'Endoumingue, aux frontières de la ville. En 2003, afin de redynamiser le centre-ville, sous l'impulsion de CIRCUITS, le festival intègre la ville et disperse ses chapiteaux dans tous les espaces publics, notamment sur le parvis devant la cathédrale d'Auch.
Le festival a fêté ses 20 ans en 2007. S'il n'est plus depuis longtemps un concours entre écoles, il est devenu LE festival du cirque actuel en France.
En 2012, le festival fête ses 25 ans et s'installe dans son nouveau lieu fixe, le CIRC (Centre d'Innovation et de Recherche Circassienne), situé dans l'ancienne caserne Espagne à Auch.